# Philotrypesis taiwanensis
Philotrypesis taiwanensis är en stekelart som beskrevs av Chen 1999. Philotrypesis taiwanensis ingår i släktet Philotrypesis och familjen fikonsteklar.
Artens utbredningsområde är Taiwan. Inga underarter finns listade i Catalogue of Life.